# Gottsche Hans Olsen
Gottsche Hans Olsen (født 8. september 1760 på Ulriksdal, død 9. maj 1829 i København) var en dansk forfatter, diplomat, teatercensor og -direktør, bror til Peder Blicher Olsen.
Gottsche Hans Olsen var søn af Rasmus Olsen, forpagter af Ulriksdal på Lolland, hvor han fødtes, og Elisabeth Marie født Kaalund. Han blev dimitteret fra Roskilde Katedralskole 1777; en ulykkelig kærlighed medvirkede til, at han i 1781-83 opholdt sig i Algier som sekretær hos den danske konsul. Efter hjemkomsten til Danmark var han i nogle år (1787-94) repetent og professor i moral og de skønne videnskaber ved Sorø Akademi, men forlod så igen sit fædreland for at overtage posten som konsul i Tunis (1794-96).
I 1797 søgte han, samtidig med P.A. Heiberg, posten som notarius publicus og fik den, hvilket gav anledning til en bitter strid mellem de to mænd. Olsen, der var et virksomt medlem af Det skandinaviske Litteraturselskab, var en af de mænd, som 1810 sendtes til Stockholm for at arbejde for en nordisk union.
1811 udnævntes han til medlem af direktionen for de kongelige skuespil, og to år efter fik han titel af virkelig etatsråd.
I 1798 ægtede han Elisabeth Dorothea Balle (født 1775 død 1853), en datter af biskop Nicolai Edinger Balle.
Olsen er optrådt som forfatter i forskellige retninger. I 1791 udgav han en samling Poesier, som er uden betydning; desuden har han skrevet mindre afhandlinger over emner vedrørende filosofiske, sociale og økonomiske spørgsmål; i en række år var han formand i "Selskabet for indenlandsk Kunstflid". Olsen var en alsidig dannet mand med mange interesser, men der er intet bemærkelsesværdigt ved hans forfatterskab.
I egenskab af teatercensor var han med til (1816), i forening med den anden censor, Knud Lyne Rahbek, at forkaste Freias Alter af Adam Oehlenschläger, hvorved han blev genstand for skarpe angreb af F.C. Sibbern, Adolph Engelbert Boye og andre. Da Johan Ludvig Heibergs vaudeviller kom frem (1825 og fremefter), stillede han sig noget forbeholdent over for dem, skønt ikke så afvisende som Rahbek. Denne fandt således Recensenten og Dyret under al kritik, mens hans kollega tilrådede dets antagelse. Olsen havde som teatercensor intet udpræget standpunkt; han beundrede Voltaire så vel som William Shakespeare og Johann Wolfgang von Goethe.
Han blev i 1813 medlem af Det kongelige danske Selskab for Fædrelandets Historie.
Han er begravet på Assistens Kirkegård.